# Raymond E. Feist
Raymond Elias Feist (nacido como Raymond E. Gonzales III, el 23 de diciembre de 1945) es un autor estadounidense centrado en libros de fantasía. Es conocido principalmente por su Saga de la Fractura, una serie de novelas e historias cortas. Sus libros han sido traducidos a múltiples lenguas y han vendido más de 15 millones de copias.

## Biografía
Raymond E. Gonzales III nació el 23 de diciembre de 1945 en Los Ángeles, y se crio en California. Cuando se madre se casó de nuevo, adoptó el apellido de su padre adoptivo, Felix E. Feist. Se graduó con honores en la especialidad de artes comunicativas en 1977 en la Universidad de California, en San Diego. Durante ese año, Feist tenía ciertas ideas para una novela acerca de un chico que se convertiría en mago. Escribió la novela dos años más tarde, siendo publicada en 1982.
Feist vive actualmente en San Diego junto a sus hijos.

### Saga de la fractura
1. Mago (Magician, 1982), publicada posteriormente en algunos países en dos partes como Mago: Aprendiz (1986) y Mago: Maestro (1986)
2. El Espino de Plata (Silverthorn, 1985)
3. Una oscuridad en Sethanon (A Darkness in Sethanon, 1986)

### Los hijos de Krondor
1. Estirpe de Reyes (Prince of the Blood, 1989)
2. El bucanero del Rey (The King's Bucaneer, 1992)

### The Empire Trilogy
1. Daughter of the Empire (1987) junto a Janny Wurts
2. Servant of the Empire (1990) junto a Janny Wurts
3. Mistress of the Empire (1992) junto a Janny Wurts

### The Serpentwar Saga
1. Shadow of a Dark Queen (1994)
2. Rise of a Merchant Prince (1995)
3. Rage of a Demon King (1997)
4. Shards of a Broken Crown (1998)

### The Riftwar Legacy
1. Krondor: The Betrayal (1998)
2. Krondor: The Assassins (1999)
3. Krondor: Tear of the Gods (2000)

### Conclave of Shadows
1. Talon of the Silver Hawk (2002)
2. King of Foxes (2003)
3. Exile's Return (2004)

### The Darkwar Saga
1. Flight of the Nighthawks (2005)
2. Into a Dark Realm (2006)
3. Wrath of a Mad God (2008)

### The Demonwar Saga
1. Rides a Dread Legion (2009)
2. At the Gates of Darkness (2010)

### The Chaoswar Saga
1. A Kingdom Besieged (2011)
2. A Crown Imperiled (2012)
3. Magician's End (14th May 2013)

### Otras novelas
1. Cuento de Hadas (Faerie Tale, 1988)